# A Kaptár – Túlvilág
A Kaptár – Túlvilág (eredeti cím: Resident Evil: Afterlife) 2010-ben bemutatott 3D-s sci-fi-horrorfilm, melyet Paul W. S. Anderson rendezett. A főbb szerepekben Milla Jovovich, Ali Larter, Boris Kodjoe és Wentworth Miller látható.
A film A Kaptár-sorozat negyedik része A Kaptár (2002), A Kaptár 2. – Apokalipszis (2004) és A Kaptár 3. – Teljes pusztulás (2007) után. A folytatását 2012 szeptemberében mutatták be A Kaptár – Megtorlás címmel.

## Cselekmény
Egy titkos, föld alatti laboratóriumból elszabadult T-vírus teljesen kiirtotta a földi kultúrát. Az emberiség nagy része zombivá változott. Alice folytatja a túlélők utáni kutatást, hogy biztonságba helyezze őket. Egy rejtélyes rádióadást követve Alaszkába indul. Itt régi barátjával, Claire-rel találkozik, aki azonban elvesztette az emlékezetét. Együtt mennek egy kisrepülővel Los Angelesbe, ahol egy biztonságosabbnak hitt körzetet keresnek. Merész kényszerleszállás után Alice és Claire összeismerkedik egy egykori fegyház területére menekült emberekkel. Az épületet zombik ezrei ostromolják, és egy idő után bejutnak a bevehetetlennek hitt épületbe. Claire testvére is felbukkan, aki megígéri, hogy kivezeti őket az élőhalottakkal körülvett erődből. A túlélők az életükért küzdenek, és abban reménykednek, hogy sikerül feljutniuk a közelben állomásozó Arcadia hajóra. A kikötőben horgonyzó tengerjáróról ugyanis rádióadást fognak, melyben a mentőexpedíció tagjai túlélőket keresnek. Ám végül kiderül, hogy valójában félelmetes csapdába csalták őket.

## Szereplők
| Színész               | Szerep          | Magyar hang       |
| --------------------- | --------------- | ----------------- |
| Milla Jovovich        | Alice           | Détár Enikő       |
| Ali Larter            | Claire Redfield | Csondor Kata      |
| Boris Kodjoe          | Luther West     | Kálid Artúr       |
| Wentworth Miller      | Chris Redfield  | Zöld Csaba        |
| Shawn Roberts         | Albert Wesker   | Dévai Balázs      |
| Kim Coates            | Bennett         | Haás Vander Péter |
| Sienna Guillory       | Jill Valentine  | Bertalan Ágnes    |
| Spencer Locke         | K-Mart          | Mánya Zsófia      |
| Sergio Peris-Mencheta | Angel           | Crespo Rodrigo    |

## Fogadtatás
A film világszerte 296 221 663 dolláros bevételt szerzett. 2011-ben négy kategóriában jelölték Genie Awardsra, és a producerek Golden Reel-díjat nyertek.